# Театр смерти (фильм, 2000)
Театр смерти (фр. Promenons-nous dans les bois, Франция, 2000) — французский фильм ужасов режиссёра Лионеля Дельпланка. Премьера фильма состоялась 27 мая 2000 года. В США фильм собрал $56 119.

## Сюжет
Миллионер заказывает группу актёров в составе Вильфрида, Матильды, Матье, Софи и Жанет в свой замок для того, чтобы они сыграли на дне рождения внука «Красную шапочку». Внука зовут Николя, а с его психическим здоровьем не всё в порядке, к тому же он постоянно молчит. Помимо указанных личностей, в замке находятся также хозяин замка Аксель де Ферсен и прислуга в лице Стефана. По дороге в замок актёры слышат о том, что в округе происходят серийные убийства. И в то время, как актёры начинают играть спектакль, в замке, в свою очередь, начинаются убийства.

## В ролях
| Актёр           | Роль             |
| --------------- | ---------------- |
| Винсен Лекьюр   | Вильфрид         |
| Франсуа Берлеан | Аксель де Ферсен |
| Мод Буке        | Матильда         |
| Клементе Сибони | Матье            |
| Клотильда Куро  | Софи             |
| Алексия Стреси  | Жанет            |
| Тибо Трюффер    | Николя           |
| Дени Лаван      | Стефан           |
| Мари Трентиньян |                  |